# Jentl Gaethofs
Jentl Gaethofs (Diest, 21 april 1993) is een Belgisch voetballer die doorgaans als middenvelder speelt. In 2014 verruilde hij Lommel United voor KRC Genk.

## Clubcarrière

### Jeugd
Gaethofs begon op zijn zesde bij zijn regionale club KFC Flandria Paal, waar hij twee jaar bleef. De achtjarige Gaethofs vertrok toen naar toenmalig eersteklasser VC Westerlo.

### KRC Genk
Jentl Gaethofs was actief bij de Limburgse club vanaf de nationale U11. Over de volgende seizoenen maakte hij naam als een nieuw talent na onder meer het binnenhalen van persoonlijke trofeeën als beste speler op grote internationale toernooien. Ondanks interesse van buitenlandse clubs, besloot hij op zijn 16e een contract te tekenen bij KRC Genk. Vanaf het seizoen 2010-2011 was Jentl Gaethofs aanvoerder bij de beloften van KRC Genk en trainde hij regelmatig bij de A-ploeg. Zo mocht hij in 2012 mee met de A-kern op winterstage naar Turkije, maar ondanks positieve kritieken van de Nederlandse coach Mario Been zou Gaethofs er nooit in slagen speelminuten te vergaren. In 2012 tekende Gaethofs een nieuw contract in Genk, waarna hij onmiddellijk werd uitgeleend.

### Lommel United
In de zomer van 2012 toonde Lommel United interesse om Gaethofs te huren. Genk ging hierop in zodat Gaethofs meer ervaring kon opdoen. Hij maakte zijn officiële debuut voor Lommel in de verloren bekerwedstrijd tegen Spouwen-Mopertingen. Gaethofs veroverde snel een basisplaats. Zijn debuut in de competitie maakte hij op de eerste speeldag tegen AFC Tubize. Zijn eerste goal voor Lommel maakte hij tegen VC Westerlo, door een strafschop binnen te schieten. Hij speelde dat seizoen uiteindelijk drieëndertig wedstrijden en maakte hij één doelpunt. In juni 2013 tekende hij een vast contract dat hem tot 2015 aan de club zal binden, ondanks interesse van eersteklasser OH Leuven. In het seizoen 2013/14 was Gaethofs wederom een vaste waarde in het team van de nieuwe coach Stijn Vreven. In dit seizoen speelde hij zowel als controlerende middenvelder als in een offensievere rol. Gaethofs werd door de supporters uitgeroepen tot beste speler van seizoen 2013/14.
In de zomer van 2014 kocht  Genk Gaethofs weer terug van Lommel, maar het stalde hem nog wel een jaar bij Lommel. Gaethofs begon de voorbereiding van het seizoen 2015/16 bij Genk maar hij raakte al snel geblesseerd. Hierop werd hij opnieuw uitgeleend aan Lommel United.

## Clubstatistieken
| Seizoen         | Club            | Competitie             | Competitie | Competitie | Europees | Europees | Beker | Beker | Totaal | Totaal |
| Seizoen         | Club            | Competitie             | Wed.       | Dlp.       | Wed.     | Dlp.     | Wed.  | Dlp.  | Wed.   | Dlp.   |
| --------------- | --------------- | ---------------------- | ---------- | ---------- | -------- | -------- | ----- | ----- | ------ | ------ |
| 2012/13         | KRC Genk        | Jupiler Pro League     | 0          | 0          | 0        | 0        | 0     | 0     | 0      | 0      |
| 2012/13         | → Lommel United | Tweede Klasse          | 33         | 1          | 0        | 0        | 1     | 0     | 34     | 1      |
| 2013/14         | Lommel United   | Tweede Klasse          | 39         | 4          | 0        | 0        | 3     | 0     | 42     | 4      |
| 2014/15         | KRC Genk        | Jupiler Pro League     | 0          | 0          | 0        | 0        | 0     | 0     | 0      | 0      |
| 2014/15         | → Lommel United | Tweede Klasse          | 32         | 2          | 0        | 0        | 3     | 0     | 35     | 2      |
| 2015/16         | → Lommel United | Tweede Klasse          | 27         | 0          | 0        | 0        | 0     | 0     | 27     | 0      |
| 2016/17         | Lommel United   | Tweede Klasse          | 39         | 1          | 0        | 0        | 1     | 0     | 40     | 1      |
| 2017/18         | Lommel United   | Eerste klasse amateurs | 28         | 2          | 0        | 0        | 3     | 2     | 31     | 4      |
| 2018/19         | Lommel United   | Eerste klasse B        | 9          | 0          | 0        | 0        | 2     | 0     | 11     | 0      |
| 2018/19         | → Dessel Sport  | Eerste klasse amateurs | 0          | 0          | 0        | 0        | 0     | 0     | 0      | 0      |
| Carrière totaal | Carrière totaal | Carrière totaal        | 207        | 10         | 0        | 0        | 13    | 2     | 220    | 12     |